# Erylus lendenfeldi
Erylus lendenfeldi är en svampdjursart som beskrevs av William Johnson Sollas 1888. Erylus lendenfeldi ingår i släktet Erylus och familjen Geodiidae. Inga underarter finns listade i Catalogue of Life.